# Xenimpia crassipecten
Xenimpia crassipecten är en fjärilsart som beskrevs av Claude Herbulot 1961. Xenimpia crassipecten ingår i släktet Xenimpia och familjen mätare. Inga underarter finns listade i Catalogue of Life.